# Anne Clifford

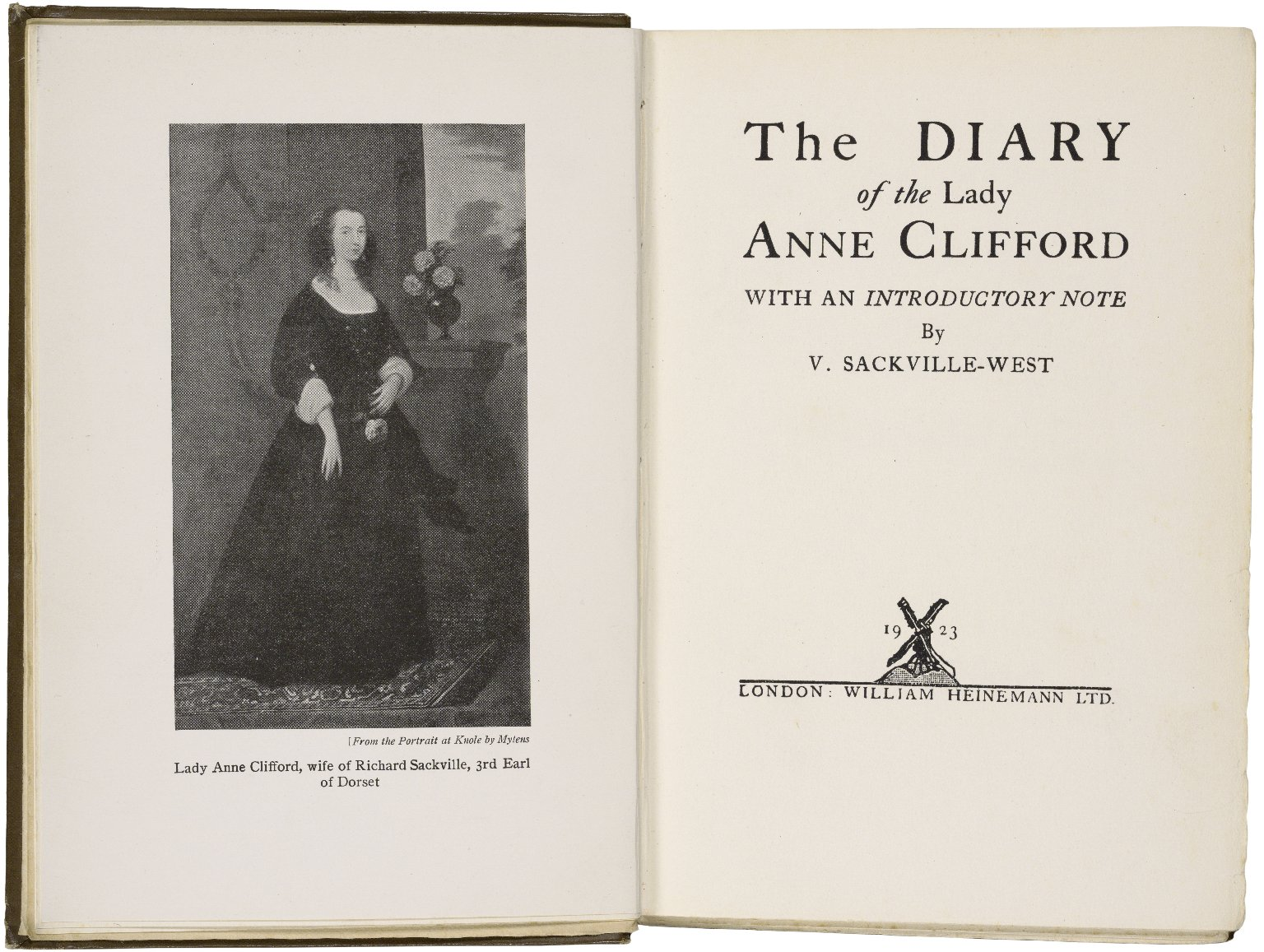
Primera pàgina dels Diaris de Clifford, edició de 1923

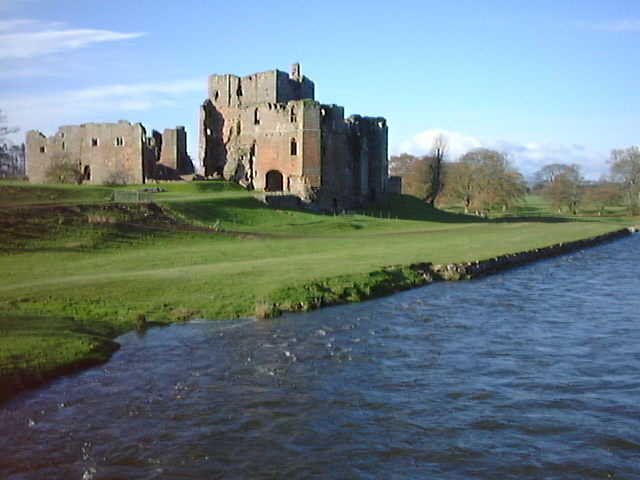
Brougham Castle

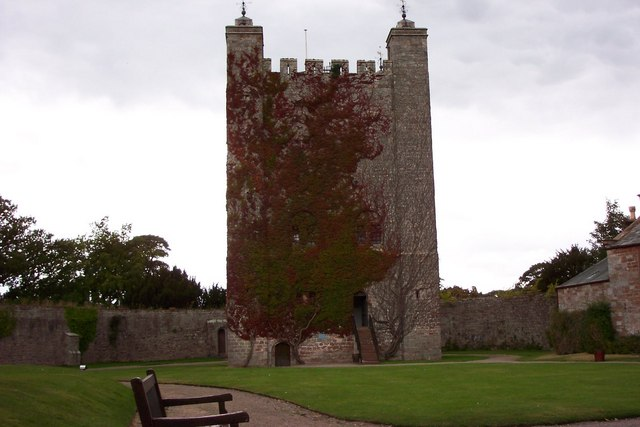
Appleby Castle

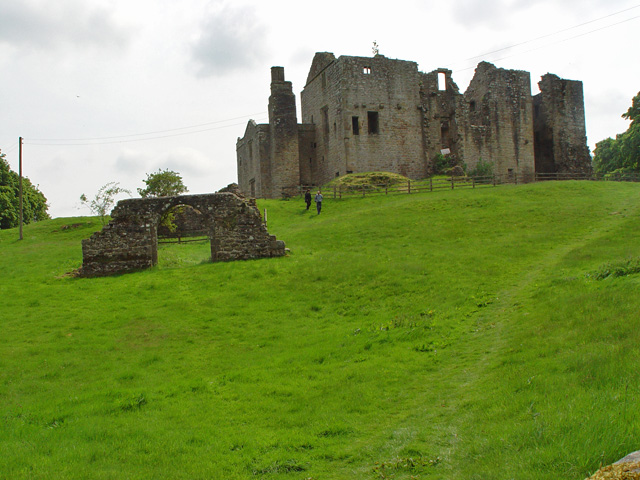
Barden Tower

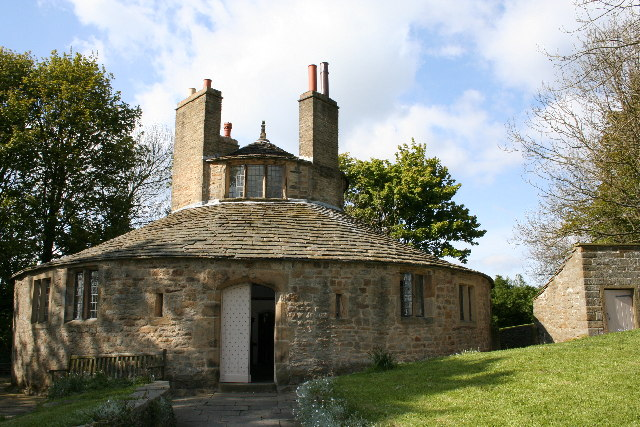
Hospital Beamsley

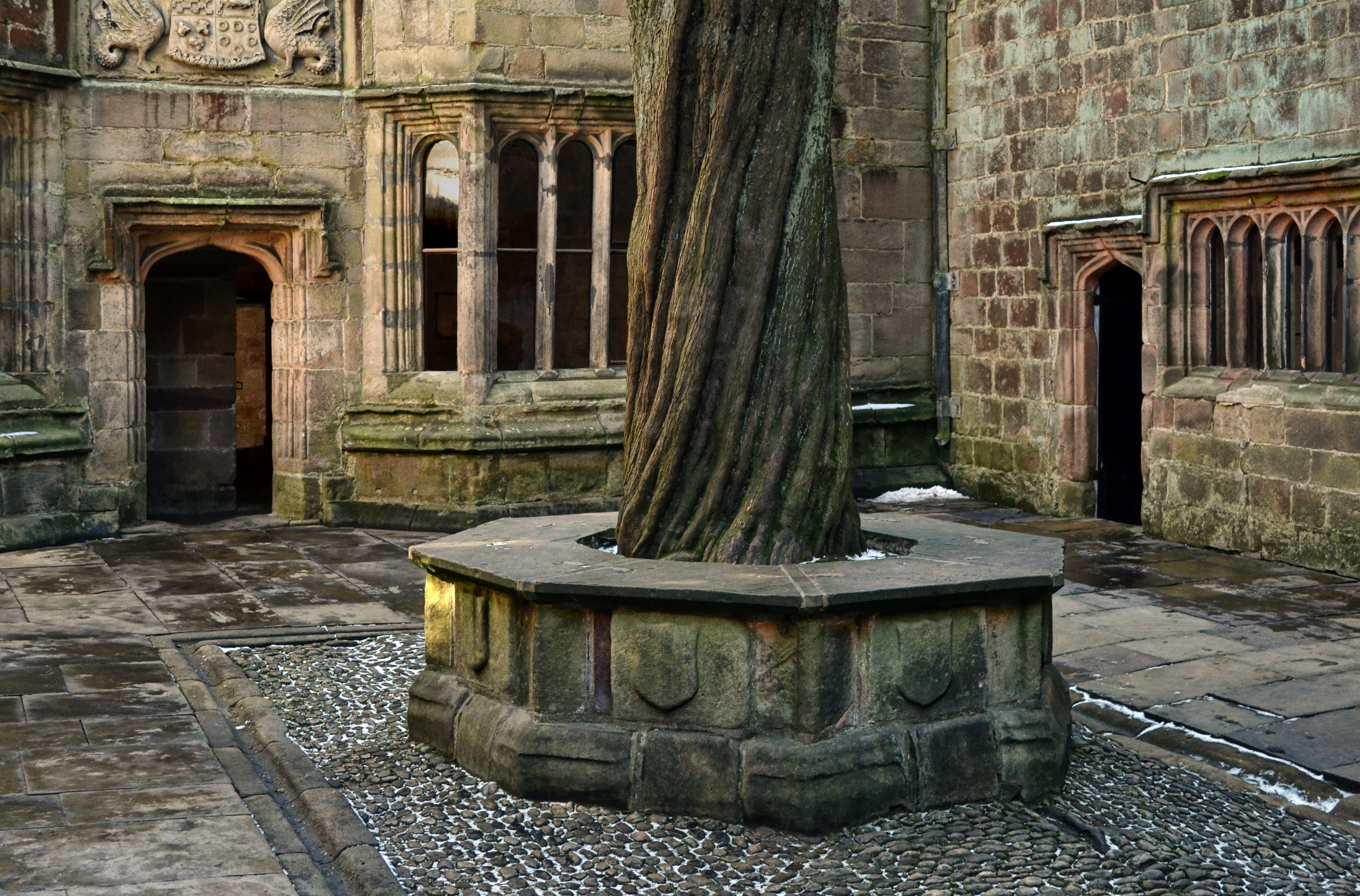
Skipton Castle

Lady Anne Clifford, comtessa vídua de Dorset, Pembroke i Montgomery, suo jure  14na baronessa de Clifford (30 de gener de 1590 - 22 de març de 1676) fou una aristòcrata anglesa. L'any 1605, va heretar l'antiga baronia del seu pare per escrit i es va convertir en la suo jure 14na baronessa de Clifford. Ella fou mecenes de les arts literàries i com ho demostra en el seu diari i en moltes cartes va ser considerada un personatge literari en el seu propi dret. Ella va exercir el càrrec hereditari de gran xèrif de Westmorland, paper que va exercir des de 1653 a 1676.

## Orígens
Lady Anne va néixer el 30 de gener de 1590 i va ser batejada el 22 de febrer següent a l'església de Skipton a Yorkshire. Ella era l'única plançó supervivent i hereva de George Clifford, 3r Conde de Cumberland (1558 - 1605), del Castell d'Appleby a Westmorland i el castell de Skipton a Yorkshire, per la seva esposa Margarita Russell de Clifford, comtessa de Cumberland, filla de Francis Russell, 2n comte de Bedford).

## Herència

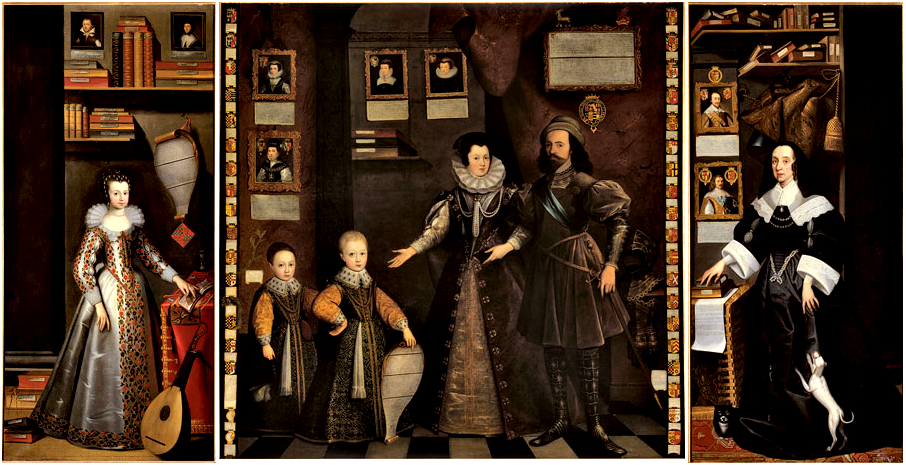
The Great Picture, és un enorme tríptic, que mesura 2,56m d'alt i 4,92m d'ample. Va ser encarregat l'any 1646 per Anne Clifford i atribuït a Jan van Belcamp (1610-1653). Es trobava anteriorment exposat al castell d'Appleby i actualment es troba a Abbot Hall Art Gallery, Kendal, Cúmbria. Representa a Anne com una noia en l'esquerra i com una dona madura en la dreta. El panell central mostra als seus pares i germans menors. La pintura està repleta d'elements significatius que es refereixen a la seva vida i a la seva herència paternal, guanyada després d'una llarga disputa legal

A la mort del seu pare el 30 d'octubre de 1605, ella va succeir suo jure a l'antic títol de Baró de Clifford, una baronia creada per mandat l'any 1299, però el comtat del seu pare va passar (segons la patent amb la qual va ser creada) com era de costum, al seu hereu masculí, en aquest cas l'hereu assignat per ell va ser el seu germà menor Francis Clifford, 4at Comte de Cumberland (1559-1641). Li fou llegat a Anne l'abundant suma de £15,000. A la seva joventut adulta va emprendre una llarga i complexa batalla legal per obtenir les finques de la família, que havia estat concedides pel rei Eduard II (1307- 1327) sota l'argument que la normativa successòria era primogenitura absoluta cognàtica, en comptes dels £15,000 desitjats per a ella i que ella només tenia 15 anys en aquest moment. No va ser fins a la mort l'any 1643 sense descendència masculina d'Henry Clifford, 5è comte de Cumberland, l'únic fill del comte, que Anne va aconseguir recuperar les propietats de la família, a pesar que no va obtenir la completa possessió de les terres fins a 1649.

## Primers anys
El matrimoni dels seus pares estava en un moment de crisi per la mort dels dos germans grans d'Anne abans de fer els 5 anys, en conseqüència els seus pares van viure separats durant la major part de la seva infància. Ella va ser educada en una casa gairebé enterament femenina, evocada en la descripció de Cookeham per Emilia Lanier i va rebre una excel·lent educació per part del seu tutor, el poeta Samuel Daniel. Encara sent ella nena era una de les favorites de la reina Elisabet I. Ella va ballar en la mascarada amb la reina Anna de Dinamarca, consort del rei Jaume I, i va actuar com la Nimfa de l'Aire durant el Tethys's Festival l'organització del qual va ser dirigida pel seu tutor. També va participar en diverses mascarades cortesanes organitzades per Ben Jonson, incloent The Masque of Beauty (1608) i The Masque of Queens (1609).

## Matrimonis i progènie
Lady Anne es va casar dues vegades.Tots dos matrimonis van ser considerats difícils.
- Primer el 27 de febrer de 1609 amb Richard Sackville, 3r comte de Dorset (d.1624).; Contemporanis van citar la personalitat inflexible de Lady Anne com a causa, mentre que el seu cosí Edward Russell, 3r comte de Bedford la va comparar amb el tranquil riu Roine.[5] Una visió més comprensiva podria considerar la extravagància del seu marit i les seves infidelitats com alguns dels problemes en el seu primer matrimoni. Amb el seu primer marit va tenir cinc fills, tres fills van morir abans d'aconseguir l'edat adulta i les seves dues filles van acabar sent co-hereves:
  - Lady Margaret Sackville (1614-1676), filla gran, esposa de Joan Tufton, 2n Comte de Thanet (1609-1664), amb qui va tenir onze nens. El títol de Baró de Clifford va passar a ser part de la família de Tufton.
  - Lady Isabella Sackville (1622-1661), filla menor, esposa de James Compton, 3r comte de Northampton (1622-1681). Els seus fills van morir sense descendència, per la qual cosa part de l'herència materna dels Clifford va passar als Comtes de Thanet, la família de la seva germana.
- L'any 1630, en segones núpcies es casa amb Philip Herbert, 4at comte de Pembroke i 1er comte de Montgomery KG (1584-1650), la primera esposa del qual, Susan de Vere, comtessa de Montgomery havia mort l'any anterior. El major conflicte que va tenir amb el seu segon marit residia en la seva decisió de permetre que la seva filla menor fes la seva pròpia elecció de marit.

## Mecenatge
Va ser una important mecenes de les arts literàries, i a causa dels seus propis escrits en forma de cartes i el diari que va mantenir entre 1603 i 1616, era considerada una figura literària per mèrit propi. John Donne va dir d'ella que podria donar "un discurs de totes les coses sobre la Predestinació i la seda". Jan van Belcamp va pintar un enorme retrat tríptic d'Anne Clifford, seguint el seu propi disseny i especificacions. Titulada "La Gran Imatge", retrata a Lady Anne en tres punts de la seva vida: a l'edat de 56 anys (dreta), als 15 anys (esquerra) i abans del naixement mentre es trobava en el ventre de la seva mare (centre). En relació amb la pintura, Anne Clifford va datar la seva pròpia concepció l'1 de maig de 1589, un acte inusual de precisió per a la seva època.

## Obres arquitectòniques
Al costat de Katherine Briçonnet i Bess de Harwick és una de les primeres arquitectes registrades per la història.
Una vegada recuperades les seves propietats l'any 1649, va dissenyar i va treballar en la reconstrucció dels edificis abandonats o danyats durant la Guerra Civil Anglesa. A més, va construir edificis de servei a aquests -molins, magatzems, esglésies, asils- i infraestructura de camins i ponts. Va dirigir els monuments funeraris per a la seva família i afins o en els elements de record com el Pilar de la Comtessa –Countess Pillar- en memòria de la seva mare. A més, durant tota la seva vida va portar un diari detallat – The Diary of Lady Anne Clifford– que recull detalladament tant circumstàncies personals com a històriques, entre elles, el funeral d'Elisabet I l'any 1603 o l'incendi de Londres el 1666.
Lady Anne Clifford va donar instruccions als escultors i artesans sobre el tipus, format, heràldica, inscripcions i detalls de cadascuna d'elles. El seu perfil com a dissenyadora d'aquestes obres commemoratives és clar, a pesar que, en altres texts, habitualment, només se la nomena com a Mecenes de les Arts i no com a arquitecta, dissenyadora o constructora -com en el cas de Nikolaus Pevsner, en les seves recopilacions de l'arquitectura britànica, igual que ho fa amb Elizabeth Wilbraham.
En els diaris de Clifford, resumits per ella mateixa i editats per Julius P. Gilson el 1916, s'indica amb claredat que les obres, tant dels monuments funeraris com de la reconstrucció o nou aixecament d'edificis, es realitzen sempre ‘by my directions', és a dir ‘segons les meves indicacions'.
L'extensa actuació de Lady Anne Clifford -arquitecta- ha quedat recollida documentalment i és visible en una gran varietat de construccions -als seus territoris-, entre les quals destaquen la reconstrucció, adequació i millora de castells i esglésies; la construcció d'asils per a dones vídues i els seus fills; la construcció de molins, magatzems i infraestructura perquè els seus territoris anessin més productius i, per descomptat, els elements commemoratius o monuments. Molts d'aquests edificis i monuments estan llistats i protegits per les lleis de patrimoni britàniques. I, cal destacar, a més, l'aportació documental per escrit de dades, detalls i precisions sobre aquests edificis, les seves circumstàncies i fets el que permet situar millor el context d'aquestes obres.
Les construccions més remarcables es troben en un recorregut de 100 milles entre Skipton i Penrith que integren el recorregut, Lady Anne’s Way – entre les quals destaquem el castell de Skipton, el castell de Pendragon, el castell de Brough, l'església de Brough, el castell de Appleby, l'asil de Appleby i el castell de Brougham.
La intervenció de Lady Anne Clifford no es va centrar només en la construcció, entesa aquesta només com la solució a un problema o necessitat. En el text ja citat d'Helen C. Gladstone – Building an Identity – aquesta descriu els seus interessos formals i culturals qualificant-los, a més, com a conservadors i contraris a la decadència de la cort a Londres, la qual cosa l'aproxima encara més a la posició actual d'una arquitecta com a teòrica de l'arquitectura,
Les obres d'Anne Clifford que estan catalogades com a patrimoni històric pel English Heritage són:
- Castell d'Appleby - Appleby Castle. Restauració 1651-3. Grau I
- Estables, Appleby Castle 1652. grau I
- St Michael, Appleby. 1659. grau II
- Almshouses, Appleby. 1651. grau I

## Vida posterior i mort
Després de mudar-se al nord, es va dedicar a viure en varis dels seus castells, rotant la seva residència en períodes de diversos mesos a un any. Va morir als 86 anys al castell de Brougham, a l'habitació en la qual havia nascut el seu pare i en la qual la seva mare havia mort. A la seva mort ella ostentava els títols de comtessa vídua de Dorset, de Pembroke, i de Montgomery. La seva tomba i monument es troben a l'església de Sant Llorenç, a Appleby-in-Westmorland.